# چرخ‌دنده‌سازی

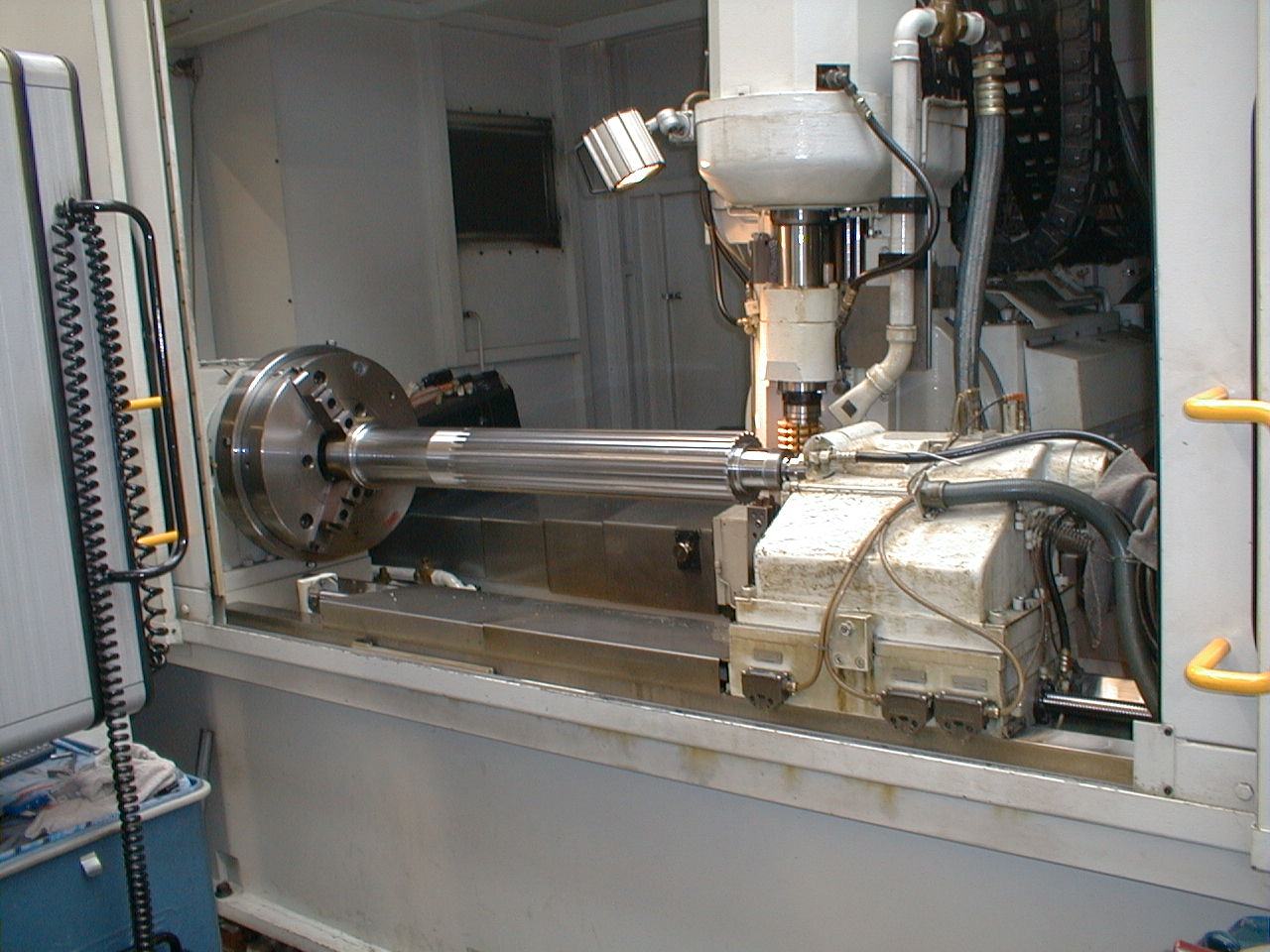
فرایند هابینگ برای تولید چرخ‌دنده یک فرایند مولد است. در فرایندهای مولد قطعه کار و کاتر با سرعتی ثابت نسبت به هم به صورت پیوسته دوران می‌کنند و تمام دندانه‌ها به صورت پیوسته و همزمان تراش داده می‌شود.

منظور از چرخ‌دنده سازی (به انگلیسی: Gear manufacturing) روش‌هایی است که برای ساخت چرخ‌دنده‌ها به کار می‌رود. چرخ‌دنده‌ها را می‌توان با فرایندهای مختلفی از جمله ریخته‌گری، فورجینگ، اکستروژن، متالورژی پودر و بلنکینگ تولید کرد. با این حال، به عنوان یک قاعده کلی، برای دستیابی به ابعاد، شکل و پرداخت سطح نهایی چرخ‌دنده‌ها، معمولاً از ماشین کاری استفاده می‌شود. به فرایندهای اولیه‌ای که یک چرخ‌دنده نیمه تمام آماده می‌کند تا توسط ماشین کاری پرداخت و تکمیل گردد، در اصطلاح بلنکینگ می‌گویند. به قطعه خام اولیه‌ای که قرار است چرخ‌دنده از آن ساخته شود، چرخ‌دنده خام (به انگلیسی: gear blank) می‌گویند.
چرخ‌دنده‌ها را می‌توان با روش‌های مختلفی تولید کرد. معمولاً چرخ‌دنده‌های خام ابتدا توسط فرایندهایی خشن تراشی شده و سپس توسط فرایندهای دیگری پرداخت و تکمیل می‌گردند. چرخ‌دنده‌هایی که توسط ماشینکاری ساخته شده و سپس پرداخت می‌شوند نسبت به سایر روش‌های تولید، از بالاترین سطوح کیفی و تلرانسی موجود در انجمن تولیدکنندگان چرخ‌دنده آمریکا برخوردار هستند. تقریباً ۶۰٪ هزینه‌های ساخت چرخ‌دنده‌ها مربوط به فرایندهای ماشین کاری و تکمیل و پرداخت می‌باشد. (سایر هزینه‌ها شامل هزینه مواد (۱۰٪) و هزینه عملیات حرارتی (۳۰٪) می‌باشد)
دنده تراشی (Gear Cutting) یک هنر بسیار پیچیده و تخصصی است، به همین دلیل است که اکثر روش‌های دنده تراشی دارای ماشین‌های تک منظوره هستند. برخی از این ماشین‌ها به گونه‌ای طراحی شده‌اند که فقط یک نوع خاص از چرخ‌دنده را می‌توانند تولید کنند. تولید چرخ‌دنده با روش دنده تراشی شامل دو روش اصلی است: فرآیندهای شکل تراشی (form cutting) و فرایندهای مولد (generating).

### روش‌های براده برداری
فرآیندهای براده برداری برای ساخت چرخ‌دنده را می‌توان به دو دسته کلی دسته‌بندی کرد:
- عملیات خشن‌تراشی (یا چرخ‌دنده تراشی) مانند فرز کاری، هابینگ و شیپینگ که فضاهای بین دندانه‌ها را خالی کرده و دندانه‌ها را شکل می‌دهد.
- عملیات‌های تکمیل کاری یا فینیشینگ (یا ماشین‌کاری دقیق) از جمله شیوینگ، سنگ‌زنی، هونینگ، و لپینگ که دقت و کیفیت سطح دندانه‌های از قبل خشن‌تراشی شده را افزایش می‌دهد.

## دنده تراشی
روش‌های دنده‌تراشی را می‌توان به دو دسته کلی فرآیندهای شکل تراشی (form cutting) و فرایندهای مولد (generating) تقسیم کرد. شکل پروفیل دندانه‌ها در شکل تراشی با استفاده یک ابزار شکل‌دار به دست می‌آید. این ابزار ممکن است یک کاتر چند نقطه‌ای باشد که در یک ماشین فرز یا یک ماشین خان‌کشی استفاده می‌شود یا یک ابزار تک نقطه‌ای باشد که در دستگاه شیپر استفاده می‌شود. در فرآیندهای شکل‌تراشی، قطعه کار ثابت می‌ماند تا زمانی که یک دندانه کاملاً تمام شود. سپس قطعه برای تراشیدن دندانه‌های بعد چرخانده می‌شود.
در فرایند مولد، پروفیل دندانه‌ها توسط ابزاری به دست می‌آید که یک یا چند دندانه از یک چرخ‌دنده مولد خیالی را شبیه‌سازی می‌کند. حرکت چرخشی نسبی ابزار با قطعه کار باعث ایجاد سطح دندانه‌ها می‌شود. این روش در فرآیندهای هابینگ، شکل‌دهی و فرزکاری برای ساخت چرخ‌دنده‌های ساده و صورت‌تراشی (face milling) و هابینگ صورت (face hobbing) چرخ‌دنده‌های مخروطی کاربرد دارد.

### روش‌های شکل تراشی

##### فرزکاری
فرزکاری (به انگلیسی: Gear Milling) نوعی فرایند شکل‌تراشی است که در آن با عبور یک چرخ کاتر دورانی از میان چرخ‌دنده خام، دندانه‌ها شکل داده می‌شود. روش معمول در ساخت چرخ‌دنده به روش فرزکاری این است که هر بار یک فضای دندانه فرزکاری می‌شود، و سپس قطعه کار به محل دندانه بعدی چرخانده می‌شود. از فرز انگشتی نیز می‌توان به جای کاتر مخصوص برای برش دندانه‌ها برای ساخت چرخ‌دنده‌های ساده یا مارپیچ استفاده کرد و اغلب از آن برای برش دندانه‌های درشت در ساخت چرخ‌دنده‌های جناغی استفاده می‌شود.
اگرچه با روش فرزکاری می‌توان چرخ‌دنده‌های با کیفیتی تولید کرد، اما دقت فاصله‌دهی ابزار در ماشین‌های فرز قدیمی، محدود به دقت ذاتی دستگاه تقسیم بود. در بیشتر ماشین‌های مدرن برای تقسیم از کنترل عددی استفاده می‌شود و دقت آنها می‌تواند با ماشین‌های هابینگ رقابت کند.
از آنجایی که پروفیل دندانه چرخ‌دنده‌ها با تغییر مدول، زاویه فشار و تعداد دندانه‌ها تغییر می‌کند، از نظر تئوری برای هر چرخ‌دنده با تعداد دندانه یا مدول متفاوت لازم است کاتری با مشخصات فنی متفاوت داشته باشیم. با این حال، در عمل، از مجموعه کاترهای دندانه‌ای چندتایی استفاده می‌شود. این مجموعه کاترها معمولاً ۸تایی، ۱۵تایی و به ندرت ۲۶ تایی هستند و هر کاتر با تقریب مناسبی برای برش چرخ‌دنده‌ای با تعداد دندانه مشخصی مناسب است.

##### خانکشی

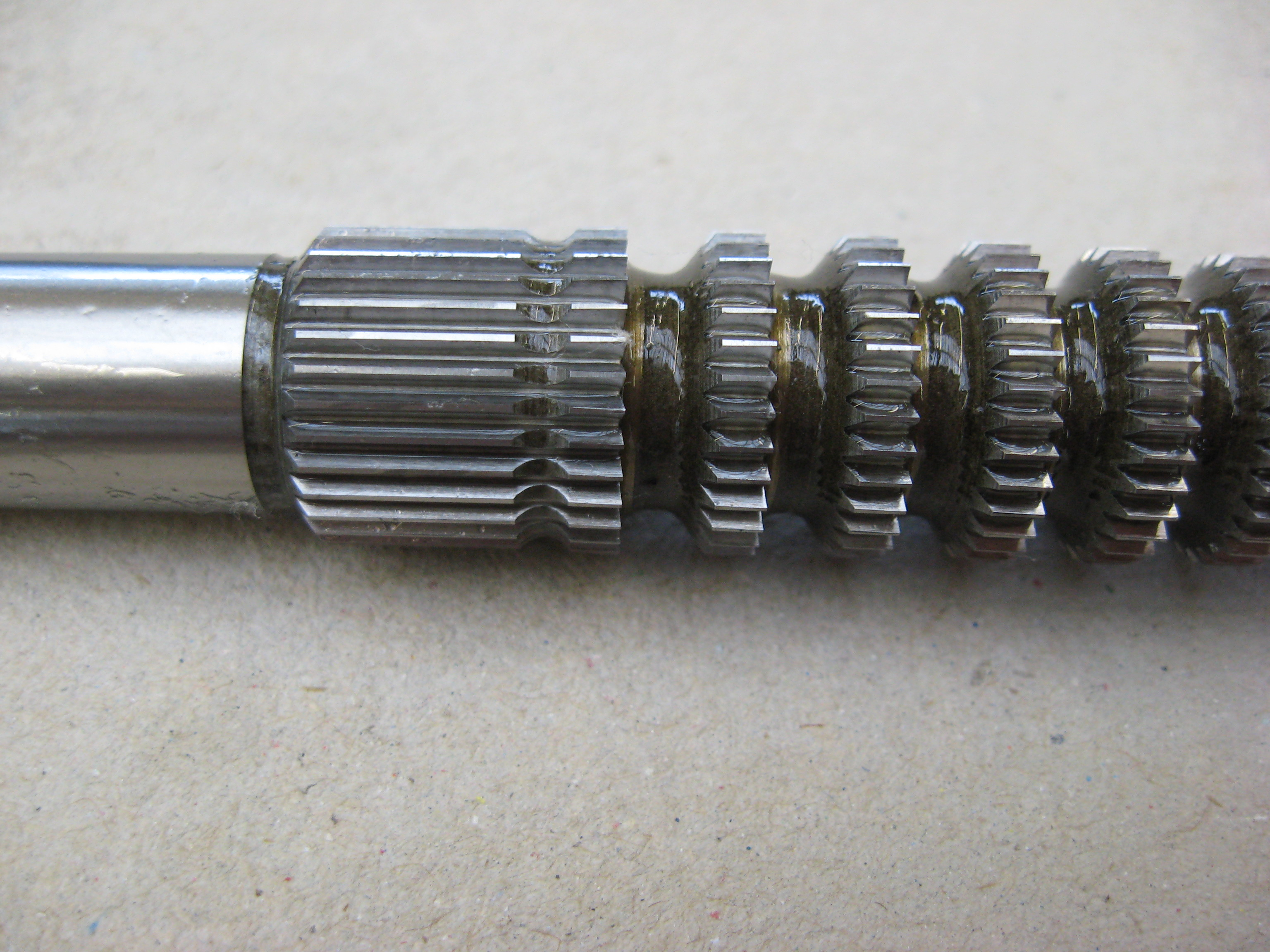
دندانه‌های انتهایی یک ابزار خانکشی یا بروچ که نقش تکمیل برش را دارند، در حالیکه دندانه‌های ابتدایی نقش براده برداری بیشتری دارند.

خانکشی روشی است که در آن چرخ‌دنده‌ها با حرکت محوری یک ابزار برشی به نام بروچ (broach) به سرعت ساخته می‌شوند. بروچ ابزاری سیخی شکل و بلند است که دارای دندانه‌هایی است. دندانه‌های براده بردار ابتدایی کوتاه‌تر بوده و به تدریج تا انتهای ابزار خانکشی بلندتر می‌شوند. بروچ‌ها را می‌توان به اشکال مختلفی ساخت. معمولاً دندانه‌های انتهایی بروچ براده کمی برداشته و فقط شکل دنده‌ها را تکمیل می‌کنند. از بروچینگ معمولاً برای ساخت دندانه‌های چرخ‌دنده‌های داخلی و چرخ شانه‌ها استفاده می‌شود.

### روش‌های مولد

##### هابینگ

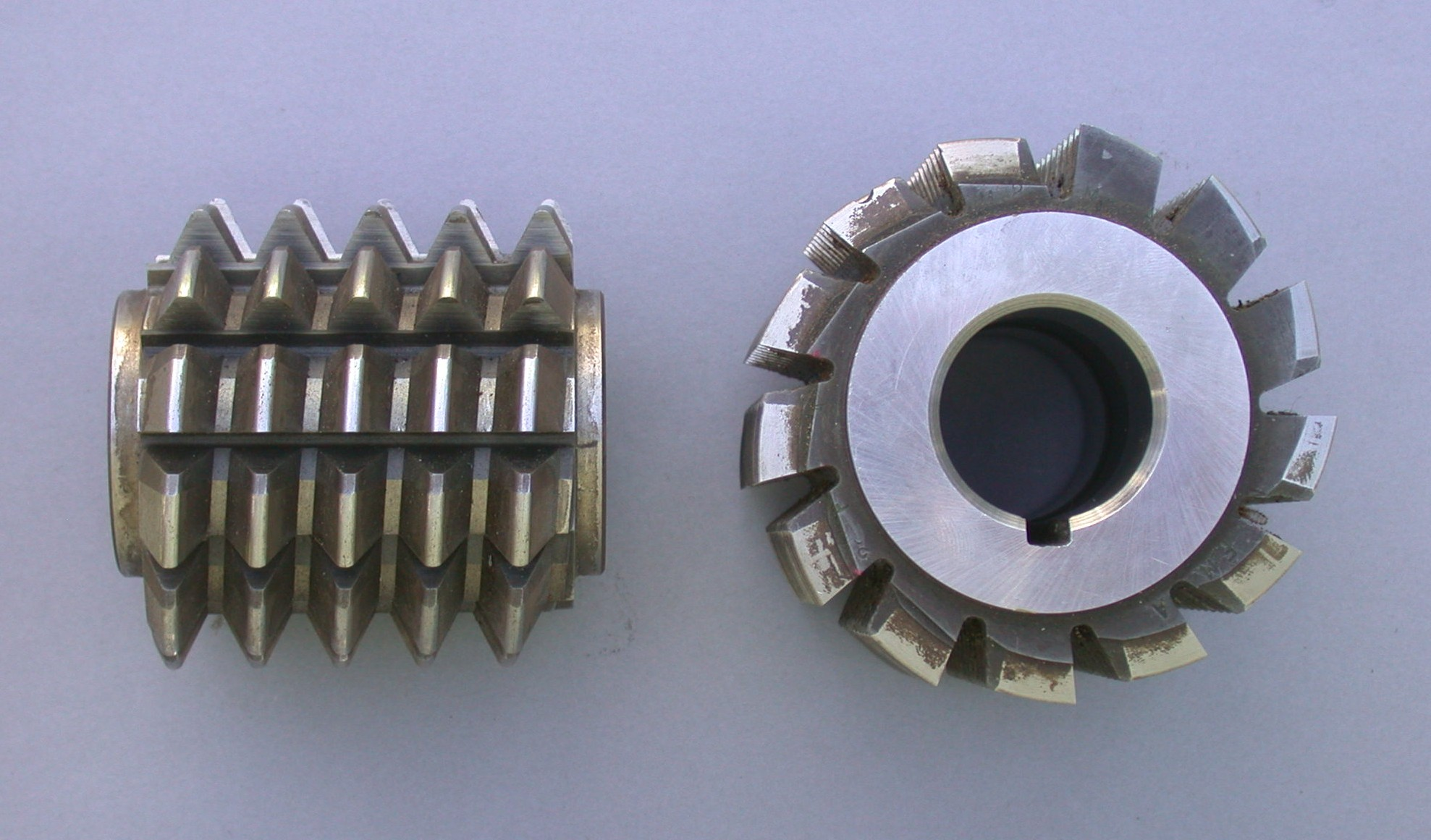
ابزار برشی مورد استفاده در فرایند هابینگ، که به آن هاب گفته می‌شود.

هابینگ نوعی فرایند ساخت چرخ‌دنده به روش مولد است که در آن از ابزاری به شکل یک چرخ‌دنده مارپیچ استفاده می‌شود. این ابزار برشی هاب نامیده می‌شود. هاب دارای دندانه‌هایی برشی است که به صورت مارپیچی قرار گرفته‌اند. در یک هاب تک-گام، دندانه‌ها با یک دور چرخش هاب، دقیقاً یک گام پیش روی می‌کنند. با داشتن فقط یک ابزار هاب، امکان برش انواع چرخ‌دنده با یک گام مشخص و با هر تعداد دندانه که ماشین هابینگ توان آن را داشته باشد، وجود دارد. از هابینگ به‌طور گسترده برای تولید چرخ‌دنده‌های ساده، چرخ‌دنده‌های مارپیچ، حلزونی‌ها، چرخ حلزونی‌ها و بسیاری از اشکال خاص استفاده می‌شود. دستگاه‌های هابینگ برای تولید چرخ‌دنده‌های مخروطی و چرخ‌دنده‌های داخلی مناسب نیستند.
هزینه ابزار در هابینگ کمتر از هزینه ابزار خانکشی یا ابزارهای شکل دهی چند ابزاره است. به همین دلیل استفاده از هابینگ برای تولید تیراژ کم یا حتی برای چند قطعه نیز مقرون به صرفه است. در مقایسه با فرزکاری، هابینگ سریع‌تر و دقیق‌تر است و به همین دلیل برای تولید با تیراژ متوسط و بالا نیز مناسب است. هاب یک حلزونی شیاردار با زاویه مارپیچ α و با دندانه‌های شکل‌دار تکه‌تکه است که پشت سر هم شکل دندانه‌ها را در چرخ‌دنده خام می‌تراشند.

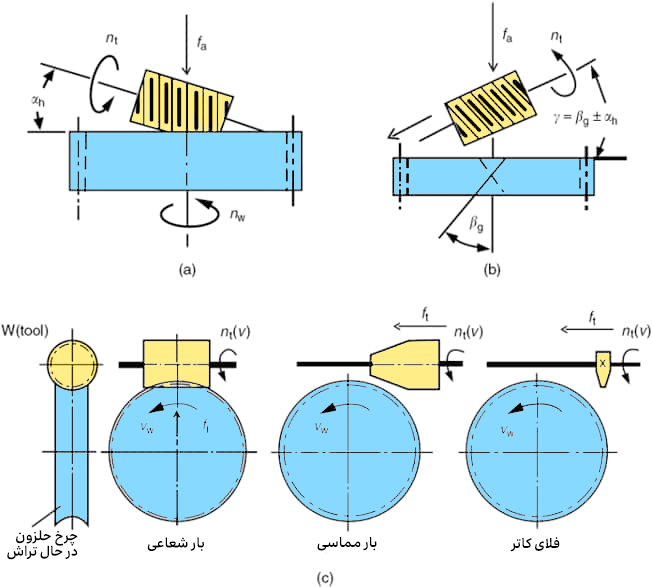
نحوه تنظیم هاب برای برش چرخ‌دنده‌های مختلف الف) چرخ‌دنده ساده ب) چرخ‌دنده مارپیچ ج) چرخ حلزون. در هنگام تراش چرخ حلزون، محور هاب عمود بر محور دوران چرخ‌دنده خام تنظیم می‌شود.

استفاده از هابینگ گاهی توسط شکل قطعه کار محدود می‌شود. به عنوان مثال، اگر دندانه‌هایی که قرار است برش داده شوند نزدیک به یک شانه یا فلنج باشند، فاصله محوری به اندازه‌ای نیست که به هاب اجازه دهد در انتهای برش بیش از حد حرکت کند. این اضافه حرکت باید حدوداً برابر نصف قطر هاب باشد به اضافه یک فاصله اضافی برای ایجاد زاویه رزوه هاب.
- هابینگ چرخ‌دنده‌های ساده: هاب به گونه‌ای تنظیم می‌شود که راستای رزوه هاب در سمتی که رو به چرخ‌دنده است به صورت عمودی در امتداد محور قرار بگیرد. این کار با تنظیم محور هاب در زاویه αh نسبت به راستایی برابر با زاویه مارپیچ هاب انجام می‌شود. هاب به صورت پیوسته در امتداد محور چرخ‌دنده بار داده می‌شود.[۵]
- هابینگ چرخ‌دنده‌های مارپیچ: برای تراش چرخ‌دنده‌های مارپیچ، هاب به گونه‌ای تنظیم می‌شود که رزوه هاب که رو به چرخ‌دنده خام است به سمت زاویه مارپیچ دندانه‌ها قرار بگیرد. این کار با تنظیم هاب در زاویه γ = βg ± αh انجام می‌شود، که βg زاویه مارپیچ چرخ‌دنده مارپیچ در حال برش و αh زاویه مارپیچ هاب است. اگر دست چرخ‌دنده حلزونی و هاب متفاوت باشد (یکی راستگرد و دیگری چپگرد باشد)، علامت مثبت در نظر گرفته می‌شود. اگر دست یکسان باشد باید از علامت منفی استفاده شود. همچنین، به هاب یک حرکت باردهی مداوم در امتداد محور چرخ‌دنده داده می‌شود. در هنگام برش چرخ‌دنده‌های مارپیچ، یک حرکت افزایشی به قطعه کار اعمال می‌شود، با یک سرعت زاویه‌ای که می‌تواند یک چرخش کامل اضافی را در حین تغذیه عمودی هاب در فاصله‌ای برابر با دندانه‌های مارپیچ روی چرخ‌دنده ایجاد کند.[۵]
- هابینگ چرخ حلزون: در هنگام تراش چرخ حلزون، محور هاب عمود بر محور دوران چرخ‌دنده خام تنظیم می‌شود. سه حرکت اصلی خواهیم داشت. ۱. حرکت برش چرخشی اصلی v هاب. ۲. حرکت دورانی تقسیم پیوسته vw چرخ‌دنده خام. ۳. حرکت باردهی هاب که می‌تواند یکی از دو حالت زیر باشد: الف) هابینگ چرخ حلزون از طریق باردهی شعاعی fi. با رسیدن به عمق کامل برش، بار شعاعی متوقف می‌شود. ب) هابینگ چرخ حلزون از طریق بار مماسی ft. هاب در ابتدا تا عمق کامل برش تنظیم شده و به صورت مماس به داخل چرخ‌دنده خام باردهی می‌شود. روش تغذیه شعاعی ظرفیت تولید بالاتری دارد. با این حال، فقط بخش کوچکی از وسط هاب برش را انجام می‌دهد. در نتیجه، هاب به‌طور غیریکنواخت فرسوده می‌شود که تأثیر نامطلوبی بر دقت پروفیل دندانه دارد. در صورت نیاز به دقت دنده بالا از روش تغذیه مماسی استفاده می‌شود. در این حالت، از هاب‌های استوانه‌ای با شروع مخروطی برای انجام عمل برش اصلی توسط قسمت مخروطی و عمل تصحیح اندازه توسط قسمت استوانه‌ای استفاده می‌شود. فلای کاتر با باردهی مماسی در تولید قطعات تکی استفاده می‌شود زیرا به‌طور قابل توجهی ارزان‌تر هستند.[۵]
- هابینگ چرخ‌دنده‌های حلزونی: فرایند هابینگ قادر به تولید چرخ‌دنده‌های حلزونی با کمترین هزینه ماشینکاری، و بالاترین کیفیت است، اما تنها زمانی می‌توان از آن استفاده کرد که تیراژ تولید به اندازه کافی زیاد باشد که هزینه بالای ابزار را توجیه کند. تعداد شیارها در یک هاب حلزونی برای بهبود سطح کار افزایش می‌یابد.[۵]

##### شیپینگ

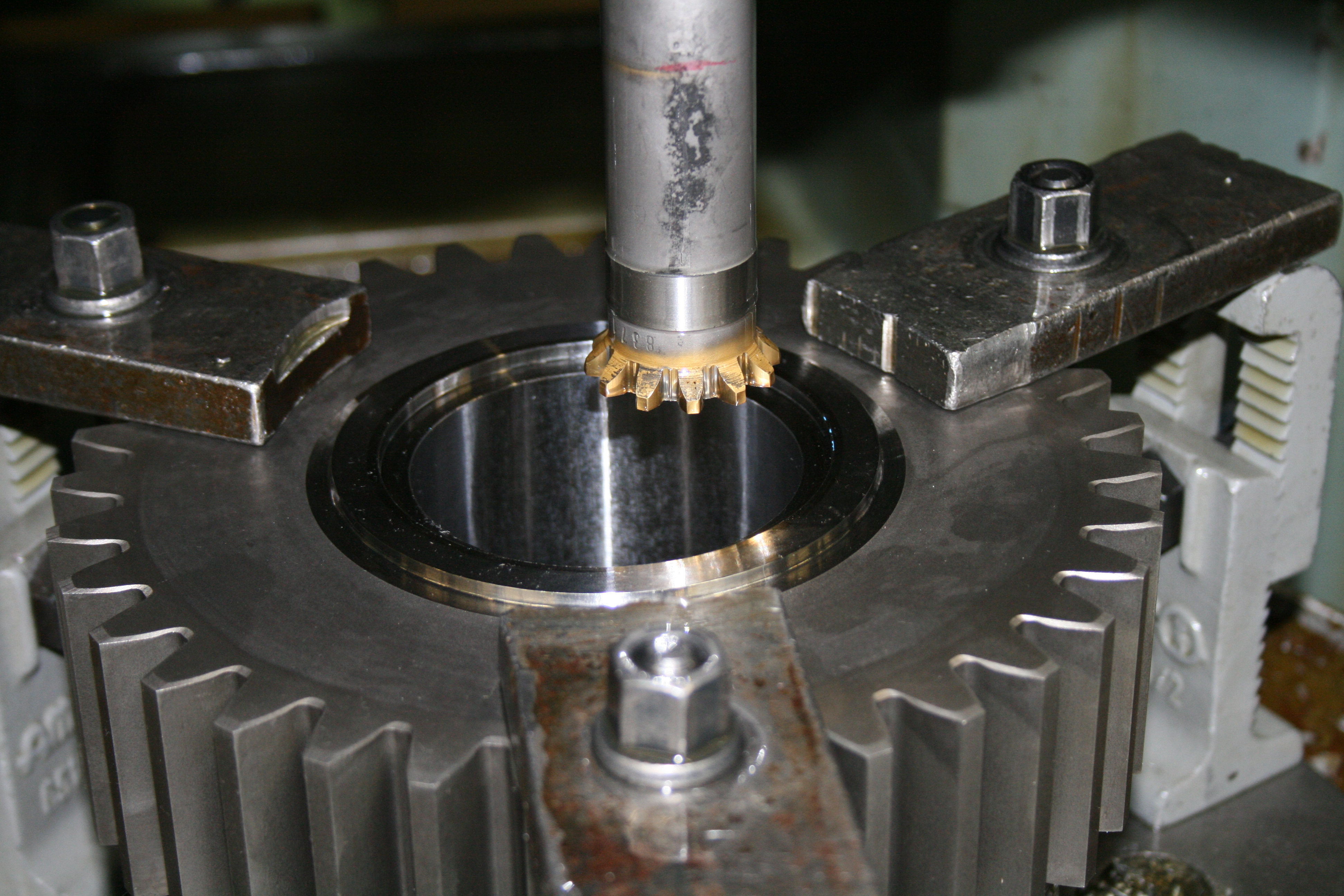
ساخت چرخ‌دنده به روش شیپینگ

فرایند شیپینگ (به انگلیسی: Shaping) نوعی فرایند مولد برشکاری چرخ‌دنده است که در آن ابزار برش دهنده به شکل یک پینیون می‌باشد. شیپر که همان ابزار برش دهنده می‌باشد، با حرکت رفت و برگشتی براده برداری کرده و به مرور به سمت داخل پیشروی می‌کند. قطعه خام نیز به صورت پیوسته و با سرعتی مشخص دوران می‌کند. این فرایند همه‌کاره‌ترین روش تولید چرخ‌دنده است. اگرچه از شیپینگ بیشتر برای تولید چرخ‌دنده‌های ساده و مارپیچ استفاده می‌شود، این فرایند قادر به تولید چرخ‌دنده‌های جناغی، چرخ‌دنده‌های داخلی (یا هزارخاریها)، چرخ زنجیرها، چرخ‌دنده‌های بیضوی، چرخ صورت‌ها (face gear)، چرخ‌دنده‌های حلزونی و چرخ شانه‌ها نیز می‌باشد. از شیپینگ برای تولید چرخ‌دنده‌های مخروطی نمی‌توان استفاده کرد.
از آنجایی که هزینه ابزار نسبتاً پایین است، استفاده از شیپینگ برای هر حجم تولیدی عملی است. در مواردی که به دلیل شکل قطعه کار و وجود شانه‌ها در نزدیکی چرخ‌دنده امکان استفاده از روش هابینگ یا فرزکاری وجود ندارد معمولاً از شیپینگ استفاده می‌شود.. از شیپینگ برای تولید چرخ‌دنده‌های حلزونی نیز می‌توان استفاده کرد.
امکان استفاده از روش شیپینگ برای تولید چرخ‌دنده توسط کاتر چرخ‌شانه‌ای شکل به جای کاتر پینیون شکل نیز وجود دارد. شکل دهی چرخ‌دنده توسط یک کاتر چرخ‌شانه‌ای شکل با سه تا شش دندانه مستقیم انجام می‌شود. کاترها هنگام برش چرخ‌دنده‌های مارپیچ به موازات محور کار و هنگام برش چرخ‌دنده‌های مارپیچ به موازات زاویه مارپیچ حرکت می‌کنند. علاوه بر عملکرد رفت و برگشتی کاتر، چرخش همزمان چرخ‌دنده خام با هر حرکت کاتر همراه با پیشروی متناظر برش در یک حرکت باردهی وجود دارد. کاترهای چرخ‌شانه‌ای نسبت به برش‌های پینیون و هاب ارزان‌تر هستند. کاترهای چرخ‌شانه‌ای معمولاً برای برش دنده‌های بزرگ با مدول‌های بین ۵ تا ۱۰ میلی‌متر، سازگار هستند.

### روش‌های مولد تولید چرخ‌دنده‌های مخروطی ساده
اصل تراش چرخ‌دنده مخروطی به روش مولد مبتنی بر تولید کناره‌های دندانه‌ها بر روی یک چرخ‌دنده تاجی (کرانویل) خیالی در فضا با استفاده از لبه‌های برش‌دهنده کاترهای همبند دوار (rotating interlocking cutters) یا مولدهای دو ابزاره رفت‌وبرگشتی است. شکل پروفیل لبه‌های برش‌دهنده مستقیم منطبق با کناره‌های دو دندانه متقابل کرانویل خیالی یا چرخ‌دنده مولد است که قرار است با چرخ‌دنده در حال تراش جفت شود. حرکت برشی اصلی، خواه چرخشی باشد یا رفت و برگشتی، به این لبه‌های برش دهنده منتقل می‌شود.

#### کاترهای همبند (مولدهای مکمل یا Konvoid)
در این روش، دو کاتر همبند (interlocking cutter) دیسکی با سرعت یکسان چرخیده و دارای محوری مایل به صورت چهارچوب نصب هستند و هر دو در یک فضای دندانه برشکاری می‌کنند. چرخ‌دنده خام در یک اسپیندل نگه داشته می‌شود که در یک رابطه زمان‌بندی شده با چهارچوبی که کاترها روی آن نصب شده‌اند می‌چرخد. با قرار گرفتن قطعه کار و نوک کاتر در موقعیت خشن‌تراشی یا تکمیل‌کاری یک چرخه بادامک باردهی برای ارائه سه برنامه مختلف خودکار آغاز می‌شود (یک برنامه برش کله‌زنی و دو برنامه مولد). برنامه برش کله‌زنی (Plunge Cutting) عمدتاً برای خشن‌تراشی فضای بین دندانه‌ها بدون استفاده از روش مولد استفاده می‌شود. برنامه مولد اولیه برای برش فضای بین دندانه‌ها به روش مولد استفاده می‌شود. برنامه باردهی مولد (Infeed Generation) برای تکمیل‌کاری چرخ‌دنده‌هایی که قبلاً توسط برنامه اول برش داده شده‌اند استفاده می‌شود.

#### مولدهای دوابزاره
مولدهای دوابزاره (Two-Tool Generators) برای برش چرخ‌دنده‌های مخروطی ساده استفاده می‌شوند. این مولدها با استفاده از دو ابزار رفت و برگشتی دو طرف یک دندانه را برش می‌دهند.

## تکمیل‌کاری
روش‌های مختلفی برای بهبود کیفیت چرخ‌دنده‌ها پس از انجام عملیات خشن تراشی وجود دارد. شیوینگ یک عملیات تکمیل‌کاری به روش براده برداری است که مقادیر کمی فلز را از سطوح کار دندانه‌های چرخ‌دنده برمی‌دارد. هدف آن تصحیح خطاهای مربوط به دستگاه تقسیم، زاویه پیچک (helix angle)، پروفیل دندانه و خروج از مرکز است. شیوینگ قبل از عملیات حرارتی انجام می‌شود. سنگ‌زنی یک روش ماشینکاری نهایی با استفاده از چرخ ساینده دوار است. سنگ‌زنی روشی مؤثر برای تکمیل‌کاری فولادهای با سختی بالا (40 HRC و بالاتر) است. هونینگ یک روش مؤثر برای از بین بردن خراش‌ها و پلیسه‌ها از پروفیل‌های فعال دندانه‌ها پس از عملیات حرارتی است. لپینگ یک عملیات سایشی کم فشار با سرعت کم است که برای اصلاح سطح دندانه و کاهش سطح سر و صدا در مجموعه دنده‌ها استفاده می‌شود. دنده جفت و پینیون با هم تحت یک بار سبک کنترل شده به حرکت درآورده می‌شوند در حالی که مخلوطی از ترکیب ساینده و حامل مناسب روی چرخ‌دنده جفت ریخته می‌شود. لپینگ نیز مانند روش‌های سنگ‌زنی و هونینگ، پس از عملیات حرارتی انجام می‌شود.

##### سنگ‌زنی
سنگ‌زنی فرایندی است که در آن سطح دندانه‌ها با عبور یک چرخ سنباده دورانی، شکل داده می‌شود. سنگ‌زنی فرایند مناسبی برای حذف حجم زیادی از فلز نیست، به همین دلیل بیشتر از آن برای ساخت چرخ‌دنده‌هایی با گام ریز استفاده می‌شود. در چرخ‌دنده‌های بزرگ که بر روی آنها عملیات حرارتی سختکاری کامل انجام شده‌است نیز، برای حذف تغییر شکل ایجاد شده از فرایند سنگ‌زنی استفاده می‌شود. در تولید چرخ‌دنده‌ها فرایندهای سنگ‌زنی بسیار متنوعی استفاده می‌شود. سنگ‌زنی فرآیندی برای تکمیل چرخ‌دنده‌ها پس از سختکاری و ایجاد دقیق‌ترین و باکیفیت‌ترین چرخ‌دنده‌ها است. به دلیل نرخ پایین تولید و هزینه بالای سنگ‌زنی دنده، از این روش برای تولید انبوه استفاده نمی‌شود. به عنوان یک قاعده کلی، از سنگ‌زنی فقط برای تکمیل چرخ‌دنده‌های ماشین آلات دقیق استفاده می‌شود. سنگ‌زنی چرخ‌دنده نیز مانند دنده تراشی، می‌تواند با فرایندهای شکل دهی یا فرایندهای مولد انجام شود.
- سنگ‌زنی با چرخ شکل‌دار

در این روش، چرخ سنگ‌زنی دارای پروفیل متناسب با شکل فضای دندانه چرخ‌دنده در حال سنگ‌زنی است و به‌طور همزمان کناره‌های دو دندانه مجاور را سنگ‌زنی می‌کند. پروفیل کانتور چرخ سنگ‌زنی توسط یک الماس، اصلاح و تیز می‌شود. الماس‌های جانبی توسط الگوهای شکل‌داری فعال می‌شوند و پروفیل ابزار را روی چرخ سنگ‌زنی ایجاد می‌کنند. سنگ‌زنی شکل‌دهی توسط چرخی انجام می‌شود که به موازات محور چرخ‌دنده کار حرکت می‌کند. پس از هر بار حرکت کامل چرخ، چرخ‌دنده نصب شده بر روی یک میل محور (آربور)، به‌طور خودکار توسط یک یا چند دندان تقسیم می‌شود و چرخه تکرار می‌گردد. سنگ‌زنی با سه یا چهار پاس چرخ در هر فضای دندانه کامل می‌شود. این روش سنگ‌زنی چرخ‌دنده ظرفیت تولید بیشتری نسبت به سنگ‌زنی به روش مولد دارد، اما به دلیل سایش غیریکنواخت چرخ سنگ‌زنی دقت کمتری دارد.
- سنگ‌زنی به روش مولد

این روش مبتنی بر بازتولید چرخ‌دنده جفت توسط یک چرخ‌شانه است که دندانه آن توسط یک چرخ سنگ‌زنی شکل‌دار یا یک جفت چرخ بشقابی ارائه می‌شود.

##### هونینگ
هونینگ (به انگلیسی: Gear honing) فرایند پرداخت و تکمیل سرعت پایینی است که در اصل برای ایجاد دقت ابعادی بالا و یکنواخت و هم چنین یک پرداخت تمیز استفاده می‌شود. در هونینگ با حرکت رفت و برگشتی همزمان یک سنگ سنباده که بر روی سطح فشرده می‌شود، میزان بسیار کمی براده برداری انجام می‌شود.

##### لپینگ
فرایند لپینگ نوعی فرایند پولیش کاری است که در آن از خمیر سنباده برای پرداخت سطوح و دندانه‌های چرخ‌دنده استفاده می‌شود. لپینگ یک فرایند ریزپرداخت (microfinishing) است که پس از سختکاری روی چرخ دنده انجام می‌شود. این روش مبتنی بر تکمیل پروفیل‌های دندانه‌های چرخ‌دنده با استفاده از یک ابزار لپ (lap) و یک ساینده ریزدانه است، که هدف آن ایجاد سطحی با دقت بالا و صیقلی بر روی دندانه‌های چرخ دنده است. این روش قادر به تصحیح خطاهای بزرگ (بیش از ۳۰ تا ۵۰ میکرومتر) نیست. لپینگ طولانی مدت، علاوه بر زمان بر بودن، می‌تواند پروفیل چرخ‌دنده را مخدوش کرده و دقت دندانه‌ها را از بین ببرد. معمولاً لپینگ بر روی ماشین‌های مخصوصی انجام می‌شود که دارای سه ابزار لپ بوده که از جنس چدن نرم و دانه‌ریز ساخته شده‌اند و ساینده‌های ریز به همراه روغن بر روی ابزارها اعمال می‌شود.

##### شیوینگ
شیوینگ یا اصلاح (به انگلیسی: Shaving) فرایندی برای پرداخت چرخ‌دنده‌هاست که در آن یک ابزار برشی چرخ‌دنده-شکل یا چرخ شانه-شکل، با چرخ‌دنده و با زاویه‌ای مشخص جفت می‌شود و مقدار بسیار کمی براده برداری می‌کند. شیوینگ یک فرایند تکمیلی است که اساس آن برداشتن متوالی لایه‌های نازک براده (ضخامت ۲ تا ۱۰ میکرومتر) از پروفیل دندانه‌ها توسط ابزاری به نام کاتر اصلاح چرخ‌دنده‌ (gear shaving cutter) است. شیوینگ در حال حاضر پرکاربردترین روش برای تکمیل دندانه‌های چرخ‌دنده ساده و مارپیچ است، که پس از عملیات برش دنده و قبل از سختکاری انجام می‌شود. شیوینگ یا اصلاح می‌تواند خطاهای کوچک را در مناطقی مانند فاصله دندانه‌ها، زاویه مارپیچ، پروفیل دندانه‌ها و خروج‌از مرکز را اصلاح کند و برای اصلاح چرخ‌دنده‌هایی که خطاهای بزرگ دارند مناسب نیست. اصلاح، سطح سر و صدا و تمرکز بار انتهای دندانه‌ها را کاهش داده و ظرفیت حمل بار، کیفیت سطح و دقت چرخ‌دنده را افزایش می‌دهد.
در فرایند اصلاح، کاتر و چرخ‌دنده در محورهای متقاطع نسبت به هم قرار داده می‌شوند. مقدار زاویه محورهای متقاطع تا حدودی کیفیت سطح تولید شده را کنترل می‌کند. هرچه زاویه کوچکتر باشد، سطح صیقلی‌تری خواهیم داشت. در حالت کلی زاویه‌های بین ۸ تا ۱۵ درجه مطلوب هستند. در فرایند اصلاح، از کاترهای مارپیچ با زاویه ۱۰ تا ۱۵ درجه برای چرخ‌دنده‌های ساده استفاده می‌شود و بالعکس. در برخی موارد، چرخ‌دنده‌ای مارپیچ توسط کاترهای مارپیچ اصلاح می‌شوند. در این حالت عمل بین چرخ‌دنده‌ها و کاتر ترکیبی از چرخش و لغزش است.
لبه‌های اره‌ای دندانه‌های کاتر شیوینگ (که معمولاً بین ۰٫۶ تا ۱ میلی‌متر عمق دارند) براده‌های نازک مو مانندی را از پروفیل دندانه‌های چرخ‌دنده برمی‌دارد. در واقع، یکی از اعضای جفت رانده می‌شود و این باعث می‌شود که دیگری بچرخد. در همان زمان، یک حرکت تغذیه محوری رفت و برگشتی توسط میز کار اعمال می‌شود. این حرکت از ۰٫۱ تا ۰٫۳ میلی‌متر به ازای هر دور چرخش چرخ‌دنده کار متغیر است. بعد از هر مرحله، جهت چرخش کاتر و قطعه کار برعکس می‌شود تا هر دو طرف دندانه‌ها اصلاح شود.
در طول فرایند اصلاح، نوک کاتر نباید با گرده ریشه تماس داشته باشد. در غیر این صورت، پروفیل‌های نامرغوب کنترل نشده و نادرستی ایجاد می‌شود.

##### اسکایوینگ
فرایند اسکایوینگ (به انگلیسی: Skiving) نوعی فرایند برشی است که در آن برش توسط یک ابزار شکل دار انجام می‌شود. در این فرایند صورت ابزار طوری زاویه داده می‌شود که لبه برش دهنده با باردهی مماس ابزار در طول قطعه دورانی، لبه برش دهنده از یک انتهای چرخ‌دنده خام به انتهای دیگر آن می‌رسد.

## سایر روش‌های تولید
چرخ‌دنده‌ها را می‌توان به صورت تجاری با روش‌های دیگری مانند ریخته‌گری، مهر زنی، اکستروژن و متالورژی پودر نیز تولید کرد. از این فرایندها برای چرخ‌دنده‌هایی با مقاومت سایشی کم، انتقال توان کم و دقت نسبتاً کم حرکتی استفاده می‌شود. هنگامی که کاربرد شامل مقادیر بالاتری برای یک یا چند مورد از این ویژگی‌ها باشد، از چرخ‌دنده‌های ماشینکاری شده استفاده می‌شود.

## بازرسی
بازرسی فرایندی جدایی ناپذیر از تولید چرخ‌دنده‌هاست. برای اطمینان از انطباق با مشخصات فنی، چرخ‌دنده‌ها نیز مانند همه محصولات تولیدی دیگر، باید بررسی و بازرسی گردند. به دلیل شکل غیر معمول چرخ‌دنده‌ها و تعداد زیاد عواملی که باید اندازه گرفته شوند، این بازرسی نسبتاً دشوار است. ابعاد خطی دندانه‌ها (ضخامت، فاضله بندی، عمق و …) پروفیل دندانه‌ها، زبری سطح و نویز و سر و صدا برخی از مواردی هستند که باید بررسی شوند.
برای اندازه‌گیری ضخامت دندانه چرخ‌دنده بر روی دایره گام می‌توان از کولیس‌های ورنیه ای مخصوص دندانه چرخ‌دنده استفاده کرد. اما با این حال، بازرسی چرخ‌دنده‌ها معمولاً توسط دستگاه‌های مخصوصی انجام می‌شود که در یک یا سلسله ای از مراحل چندین عامل را بررسی می‌کنند. برخی از این عوامل عبارتند از: غیرمرکز بودن، تغییرات در گام دایره ای، تغییرات در زاویه فشار، تداخل گرده (Fillet interference) و نداشتن عمل پیوسته.
معمولاً چرخ‌دنده‌های ساخته شده را با یک چرخ‌دنده دقیق که چرخ‌دنده مَستر یا اصلی نامیده می‌شود جفت کرده و تماس و عملکرد آن را بررسی می‌کنند. لرزش چرخ‌دنده مستر توسط دستگاه تقویت شده و بر روی یک چارت متحرک ثبت می‌شود.
در بسیاری از کاربردها سطح نویز و لرزش و سر و صدا بسیار اهمیت دارد. این اهمیت نه تنها به دلیل سر و صدای مزاحم است، بلکه نویز اضافی نشانگری از عمر کوتاه چرخ‌دنده خواهد بود. به همین دلیل استفاده از دستگاه‌های لرزش سنج چرخ‌دنده‌ها بسیار متداول است و گاهی این تجهیزات حتی مستقیماً در خطوط تولید بر روی گیربکس‌ها نصب می‌شوند.

## عملیات حرارتی
عملیات حرارتی یکی از مهم‌ترین مراحل در ساخت چرخ‌دنده‌های دقیق است. عملیات حرارتی اهمیت فراوانی در کنترل هزینه، دوام، و قابلیت اطمینان دارد. ۳۰ درصد از هزینه‌های مرتبط با ساخت چرخ‌دنده مربوط به عملیات حرارتی است. اگر اهمیت آن به درستی درک نشده و در نتیجه به صورت دقیق کنترل نشود، می‌تواند تأثیر به سزایی بر روی تمام جنبه‌های ساخت چرخ‌دنده بگذارد. برخی از عملیات‌های حرارتی متداول که بر روی چرخ‌دنده‌ها انجام می‌شود عبارتند از: پیش سختکاری، سختکاری پوسته و سخت کاری کامل، سختکاری انرژی اعمال شده (Applied energy Hardening)، و فرایندهای پس از سختکاری.

### فرایند پیش سختکاری
در طول فرایند سختکاری چرخ‌دنده‌ها معمولاً چندین عملیات حرارتی مختلف بر روی آنها انجام می‌شود. این فرایندها در ساخت چرخ‌دنده‌های با کیفیت بسیار اهمیت دارند.

#### بازپخت
فرایند پازپخت یا آنیل کردن شامل گرم کردن قطعه تا یک دمای مشخص و نگه داشتن قطعه در آن دما برای زمانی معین و سپس خنک سازی قطعه با نرخی مشخص می‌باشد. هدف از این کار نرم کردن قطعه خام و بهبود قابلیت ماشین کاری آن می‌باشد. بازپخت کامل یا فوق بحرانی شامل گرم کردن قطعه تا بیش از حد بالای دمای بحرانی (Ac3)، یعنی دمایی که در آن آستنیت با خنک شدن قطعه شروع به تبدیل به فریت می‌کند، و سپس خنک کاری آرام قطعه در داخل کوره تا دمایی در حدود ۳۱۵ درجه سلسیوس می‌باشد. بازپخت بین بحرانی شامل گرمایش قطعه به دمایی بالای دمای تبدیل نهایی (Ac1) می‌شود، یعنی دمایی که در آن آستنیت شروع به شکل‌گیری می‌کند. در بازپخت زیر بحرانی قطعه تا دمای زیر دمای Ac1 گرم شده و سپس به آرامی در کوره خنک می‌شود. نرخ نرم شدن با نزدیک شدن دمای بازپخت به نقطه Ac1 به شدت افزایش می‌یابد.